# II. Huit
Huit vagy Khuit ókori egyiptomi királyné az óbirodalom idején; az VI. dinasztia első uralkodójának, Tetinek a felesége.
Talán az ő fia volt Uszerkaré király, bár az is lehet, hogy ő III. Hentkauesz királyné fia volt. Az ő fia lehetett Tetianhkem herceg, lánya Szesszeset Szesit.
Címei: A király felesége (ḥm.t-nỉswt), A király szeretett felesége (ḥm.t-nỉswt mrỉỉ.t=f), Hórusz társa (smrt-ḥrw).

## Sírja

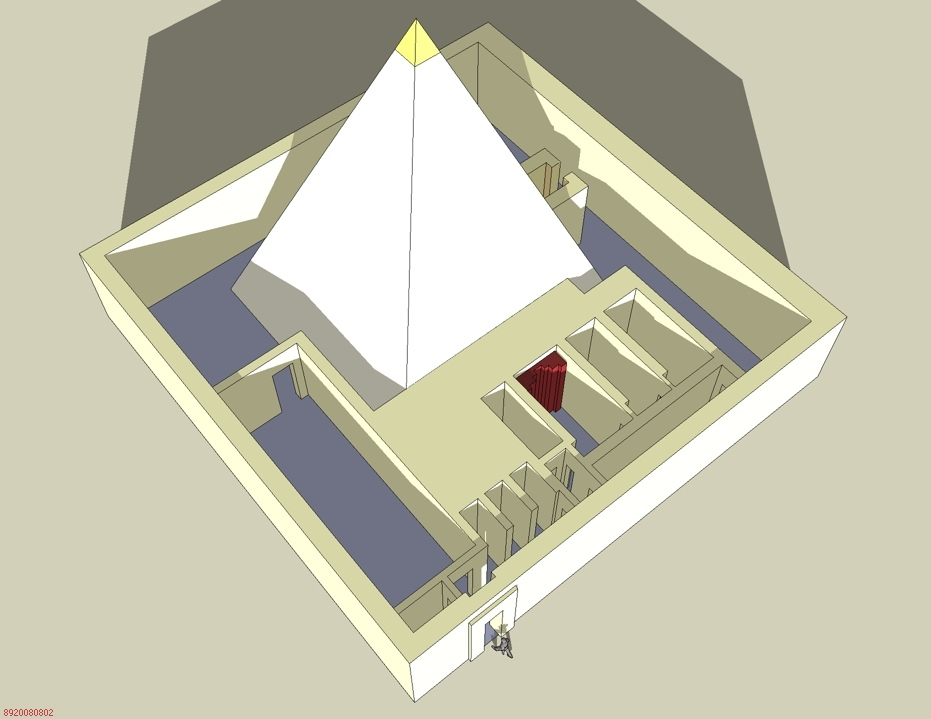
Huit piramiskomplexima Szakkarában

Huit, valamint Teti egy másik felesége, Iput sírját Victor Loret fedezte fel 1897 júliusa és 1889 februárja között, Teti szakkarai piramiskomplexumától északra. A sírt Loret eleinte masztabasírnak vélte; az 1960-as években, Maragioglio és Rinaldi ásatásai során merült fel először, hogy piramis lehetett. A közelben, a sírtól keletre egy kis halotti templom maradványai is előkerültek. 1995-ben Zahi Hawass ásatása során megerősítést nyert, hogy Huit sírja piramis volt. A sírkamrában rózsaszín gránitból készült szarkofágot találtak. A halotti templom áldozati helyiségéből előkerült az álajtó és az oltár. A templom falait áldozatvivőket ábrázoló jelenetek díszítették.
Huit csontjait a kairói Kaszr el-Aini Orvosi Egyetemen őrizték, innen az Egyiptomi Múzeumba kerültek.

## Fordítás
- Ez a szócikk részben vagy egészben  a   Khuit című angol Wikipédia-szócikk ezen változatának fordításán alapul.  Az eredeti cikk szerkesztőit annak laptörténete sorolja fel. Ez a jelzés csupán a megfogalmazás eredetét és a szerzői jogokat jelzi, nem szolgál a cikkben szereplő információk forrásmegjelöléseként.